# Vauffelin
Vauffelin är en ort och före detta kommun i distriktet Jura bernois, i kantonen Bern i Schweiz.  Kommunen, som förutom orten Vauffelin även omfattade Frinvillier, slogs 2014 ihop med Plagne till Sauge.